# Edmund Conen
Edmund Conen (né le 10 novembre 1914 à Ürzig, mort le 5 mars 1990 à Leverkusen) était un footballeur allemand.

## Biographie
Il a joué en équipe d'Allemagne. Il évoluait au poste d'attaquant. Il est considéré comme l'un des meilleurs footballeurs des années 1930. Lors de la Coupe du monde de football 1934, il marqua quatre buts (et fut deuxième meilleur buteur de la compétition), dont un triplé contre la Belgique en huitième de finale, et un contre l'Autriche en petite finale, offrant la troisième place à son pays. En 28 sélections il marqua pas moins de 27 buts. 

## Carrière
| Saison    | Club                 | Match(s) | But(s) | Équipe Nationale | Match(s) | But(s) |
| --------- | -------------------- | -------- | ------ | ---------------- | -------- | ------ |
| 1931/1932 | Sarrebruck           | ?        | ?      |                  |          |        |
| 1932/1933 | Sarrebruck           | ?        | ?      |                  |          |        |
| 1933/1934 | Sarrebruck           | ?        | ?      | Allemagne        | 5        | 5*     |
| 1934/1935 | Sarrebruck           | ?        | ?      | Allemagne        | 9        | 9      |
| 1935/1936 | Sarrebruck           | ?        | ?      |                  |          |        |
| 1936/1937 | Sarrebruck           | ?        | ?      |                  |          |        |
| 1938/1939 | Stuttgarter Kickers  | ?        | ?      | Allemagne        | 4        | 3      |
| 1939/1940 | Stuttgarter Kickers  | ?        | ?      | Allemagne        | 5        | 8      |
| 1940/1941 | Stuttgarter Kickers  | ?        | ?      | Allemagne        | 2        | 2      |
| 1941/1942 | Stuttgarter Kickers  | ?        | ?      | Allemagne        | 3        | 0      |
| 1942/1943 | Stuttgarter Kickers  | ?        | ?      |                  |          |        |
| 1943/1944 | Stuttgarter Kickers  | ?        | ?      |                  |          |        |
| 1943/1944 | FC Mulhouse          | ?        | ?      |                  |          |        |
| 1943/1944 | Heeres SV GroB Born  | ?        | ?      |                  |          |        |
| 1944/1945 | FC Mulhouse          | ?        | ?      |                  |          |        |
| 1945/1946 | Stuttgarter Kickers  | 16       | 8      |                  |          |        |
| 1946/1947 | Stuttgarter Kickers  | 29       | 20     |                  |          |        |
| 1947/1948 | Stuttgarter Kickers  | 35       | 18     |                  |          |        |
| 1948/1949 | Stuttgarter Kickers  | 21       | 7      |                  |          |        |
| 1949/1950 | Stuttgarter Kickers  | 24       | 4      |                  |          |        |
| 1950/1951 | Young Fellows Zurich | ?        | ?      |                  |          |        |
| 1951/1952 | Young Fellows Zurich | ?        | ?      |                  |          |        |

- Il a marqué en 1934 un but en match amical